# Orde van Verdienste (Jaipur)
De Orde van Verdienste ("Aditya Mandal") is een ridderorde van de machtige Indiase vorstenstaat Jaipur. De ridderorde werd in 1947 ingesteld door Z.H. Luitenant-generaal Saramad-i-Rajaha-i-Hindustan Raj Rajendra Shri Maharajadhiraja Maharaja Sawai Shri Sir Man Singh II Bahadur, Maharaja van Jaipur de feodale heerser van het vorstendom Jaipur. De vorst vierde in 1947 zijn zilveren ambtsjubileum.
De orde heeft drie graden maar kent geen op de borst gedragen ster. Het versiersel is een modern ogend medaillon met op de blauwe ring het motto "FOR MERIT en een medaillon waarop het amberpaleis in het Maota-meer is afgebeeld. Op de achtergrond staat het Jaighar fort. Om het medaillon zijn zes groepen van vier gouden stralen gegroepeerd. Onder deze groepen is een brede ring aangebracht van roze bloembladeren van de heilige lotus.
- De Eerste Graad droeg het verzilverde en geëmailleerde kleinood[1] aan een lint om de hals.
- De Tweede Graad droeg hetzelfde kleinood, maar kleiner[2], aan een lint op de linkerborst.
- De Derde Graad droeg een bronzen ongeëmailleerd kleinood, maar wederom kleiner[3] aan een lint op de linkerborst.

Het lint is donkerrood met twee brede zwarte strepen langs de rand en drie smalle zwarte strepen in het midden.
De onderscheiding werd niet aan Britten uitgereikt. De Britse bestuurders van de Raj mochten geen geschenken en zeker geen ridderorden aannemen van de quasi onafhankelijke Indiase vorsten. De vorsten stonden bekend om hun enorme rijkdom maar zij werden door de ambtenaren van de Britse onderkoning scherp in de gaten gehouden. De regering maakte bezwaar tegen het bestaan van ridderorden in de vorstenstaten maar zij zag het bestaan ervan door de vingers zo lang als er geen Britten in die ridderorden werden opgenomen. In een enkel geval heeft men gesanctioneerd dat een politieman een medaille van een inlandse vorst ontving.
In 1947 werden de vorsten gedwongen om hun staten deel te laten uitmaken van de republiek India. In de "actie polo" greep het Indiase leger in opdracht van Nehru de macht in de zelfstandige rijken als Haiderapur en Patiala. De vorsten kregen een pensioen en zij bleven enige tijd een ceremoniële rol spelen. Hun ridderorden mochten niet worden gedragen in India maar voor zover het om gebruik binnen de familie en het hof ging werd het dragen van de orden van een maharaja door de vingers gezien.